# Palythoa xishaensis
Palythoa xishaensis is een Zoanthideasoort uit de familie van de Sphenopidae. De wetenschappelijke naam van de soort is voor het eerst geldig gepubliceerd in 1998 door Zunan.